# Nissetjärnen, Jämtland
Nissetjärnen är en sjö i Bräcke kommun i Jämtland och ingår i Ljungans huvudavrinningsområde.